# Consolda major
La consolda major, nualós, matafoc sempre viu o orella d'ase (Symphytum officinale) és una espècie de planta perenne dins la família Boraginaceae. És nativa d'Europa i ha estat introduïda en altres llocs. És una planta resistent que pot fer un metre d'alt. S'ha utilitzat en la medicina popular contra cremades i ferides. Tanmateix no s'ha d'utilitzar de forma interna (com a infusió) i pot ser perjudicial per a algunes parts del cos, com ara el fetge.

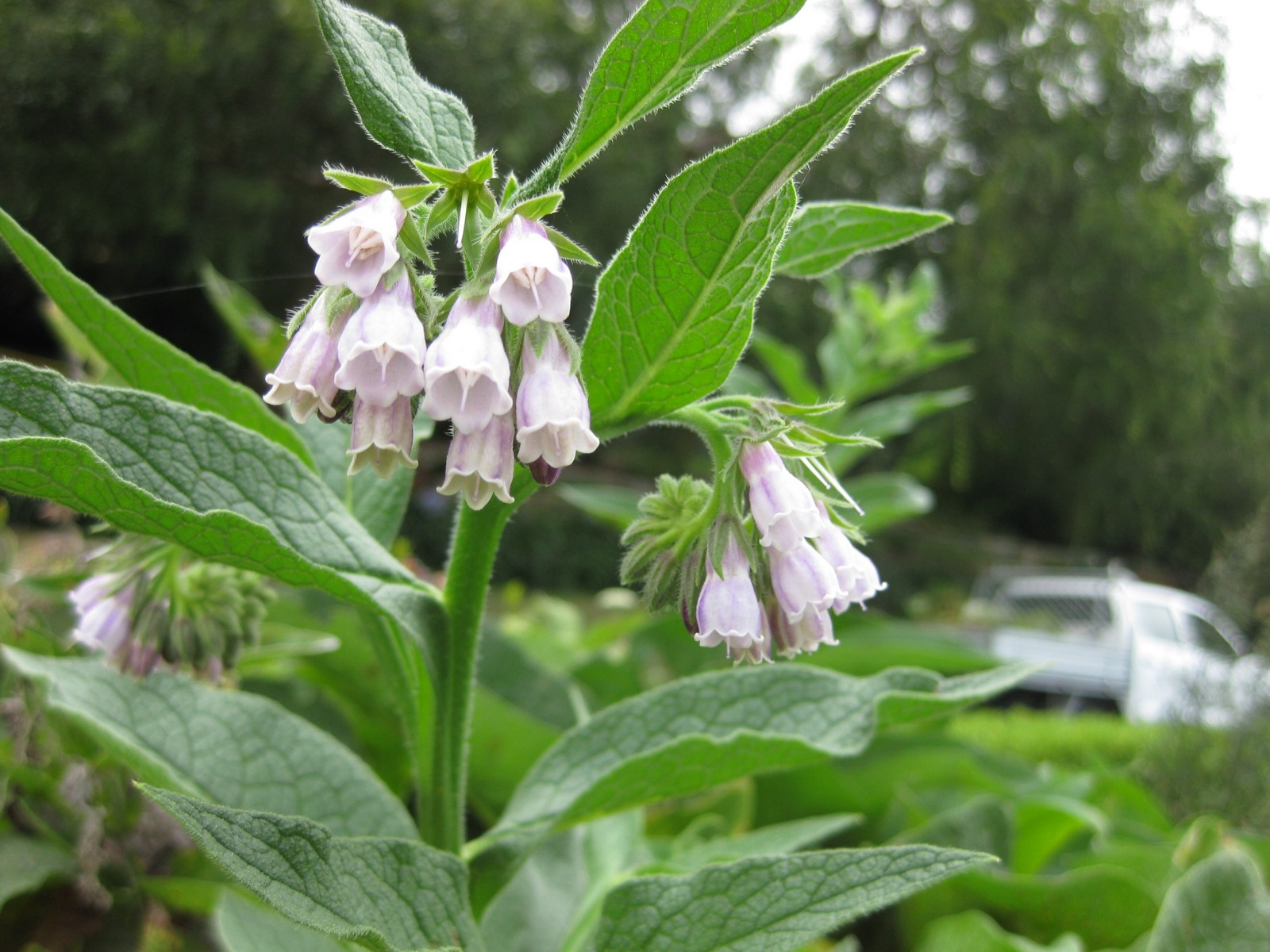
flors
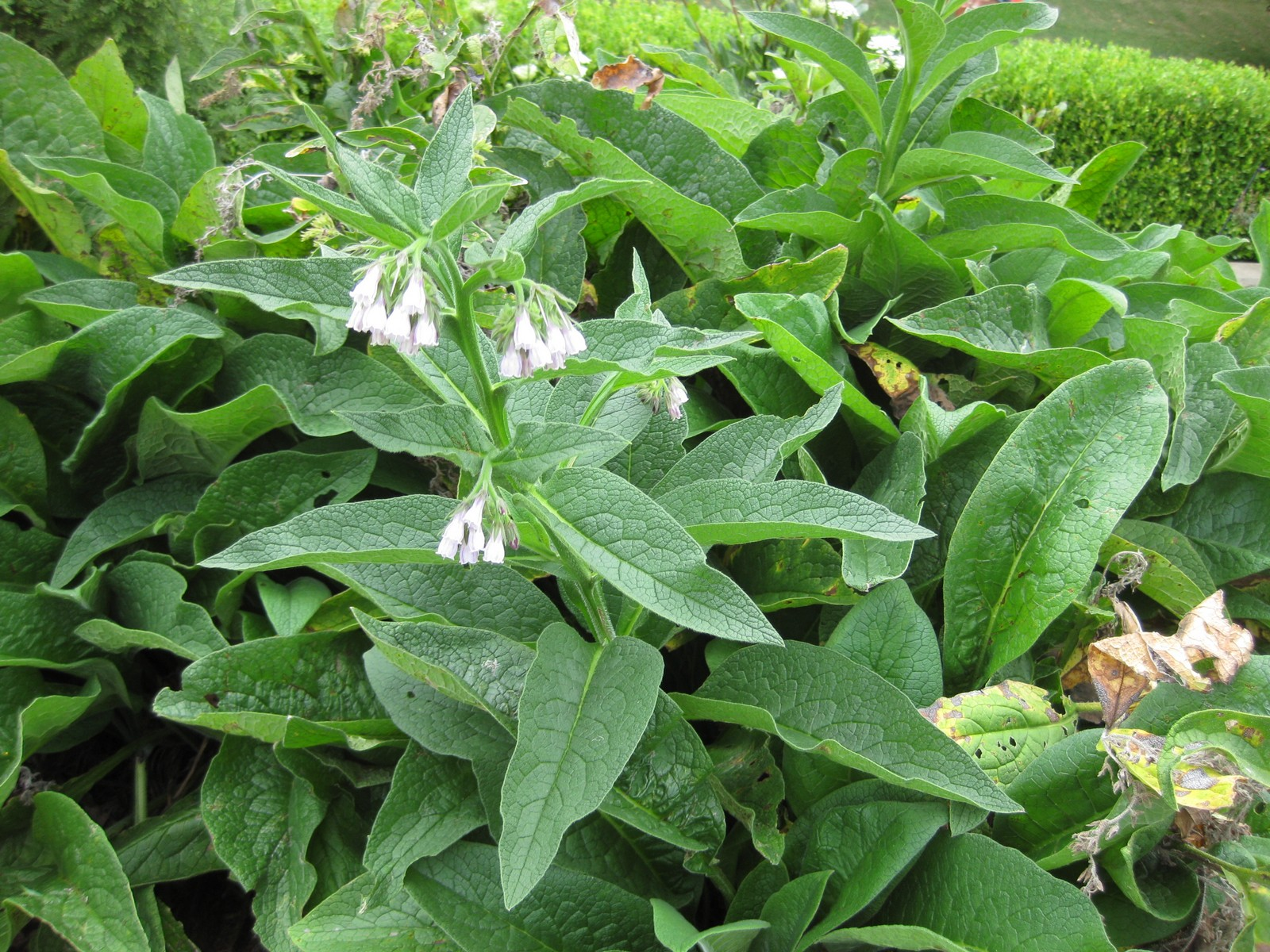
fulles